# Esmé Stewart, I duca di Lennox
Esmé Stewart, I duca di Lennox (1542 – Parigi, 26 maggio 1583), era il figlio di John Stewart, V signore di Aubigny, che era il fratello minore di Matthew Stuart, IV conte di Lennox.

## Biografia
All'età di 37 anni Esmé fu presentato al tredicenne Giacomo VI di Scozia, nel momento in cui quest'ultimo faceva il suo ingresso ufficiale a Edimburgo e iniziava il suo regno.
Esmé fu immediatamente simpatico al re ed iniziò ad ottenere riconoscimenti e prebende, tra cui la custodia del Dumbarton Rock e l'incarico di Gran Ciambellano. Stewart entrò poi nel consiglio privato. Fu creato conte di Lennox il 5 marzo 1580 e poi Duca di Lennox il 5 agosto 1581. Durante la sua ascesa si notava che Lennox era anche attento a mantenere la sua popolarità presso le autorità locali delle città scozzesi. Nel luglio 1580 il diplomatico inglese Robert Bowes, ambasciatore inglese in Scozia, scrisse che Lennox aveva ottenuto dal re i diritti di pesca in Aberdeen, che il deposto reggente James Douglas, IV conte di Morton aveva lasciato ad un suo fedele, George Afflek di Balmanno, e che Lennox si era messo d'accordo con il re di devolvere i lauti guadagni ottenuti con questa attività, a beneficio della città.
Il protestanti scozzesi erano infastiditi al pensiero di un duca cattolico e Lennox dovette fare una scelta tra la sua fede cattolica e la sua lealtà verso il re. Alla fine scelse il re e questi gl'insegnò la dottrina del calvinismo. La Chiesa di Scozia tuttavia rimase sospettosa del duca di Lennox, anche dopo la sua conversione, e si allarmò allorché vide il conte di Morton sottoposto a processo e condannato alla decapitazione con l'accusa di tradimento. I nobili scozzesi complottarono per rovesciare Lennox: lo attirarono al Castello di Ruthven, dove venne tenuto prigioniero per dieci mesi, dopodiché venne mandato in esilio in Francia. Tornato in Francia, il duca tenne una corrispondenza segreta con il re. I nobili scozzesi erano inoltre convinti che una volta in Francia Esmé sarebbe ritornato alla fede cattolica, confermando così i loro sospetti di una conversione per convenienza, ma non fu così: Esmé rimase presbiteriano e morì a Parigi il 26 maggio 1583.

## Matrimonio e discendenza
Esmé Stewart sposò Caterina de Balsac intorno al 1572. La coppia ebbe cinque figli:
- Gabrielle;
- Henrietta (1573-1642), sposò George Gordon, I marchese di Huntly ed ebbero figli;
- Ludovic Stewart, II duca di Lennox (1574-1624);
- Esmé Stewart, III duca di Lennox (1579-1624);
- Mary (1582-1644), che sposò John Erskine, XVIII conte di Mar ed ebbero figli.